# Oid, Mortales
Oid, Mortales (hrv. "Čujte, Smrtnici!") je nacionalna himna Argentine. 
Stihove himne napisao je Vicente López y Planes, dok je glazbu skladao Blas Parera. Usvojena je kao nacionalna himna Argentine 11. svibnja 1813. godine, tri dana prije nego što je Španjolska odobrila nezavisnost Argentine. Stoga je 11. svibanj - Dan himne u Argentini.

## Stihovi - moderna verzija
Moderna verzija usvojena je 1990. godine, bez vidljivog neprijateljskog stava prema Španjolskoj:
| Stihovi na španjolskom | Prijevod na hrvatski |
| Oíd, mortales, el grito sagrado: "¡Libertad, libertad, libertad!" Oíd el ruido de rotas cadenas, ved en trono a la noble igualdad. Ya su trono dignísimo abrieron las Provincias Unidas del Sud y los libres del mundo responden: "Al gran pueblo argentino, ¡salud! Al gran pueblo argentino, ¡salud!" Y los libres del mundo responden: "Al gran pueblo argentino, ¡salud!" | Smrtnici, čujte sveti plač: ,,Sloboda, sloboda, sloboda!" Čujte zvukove polomljenih lanaca, Vidite ustoličenu plamenitu jednakost. Ujedinjeni predjeli juga su izložili sada svoj časni tron. A slobodni ljudi svijeta odgovaraju: ,,Za slavne ljude Argentine, Živjeli!" A slobodni ljudi svijeeta odgovaraju: ,,Za slavne ljude Argentine, Živjeli!" |
| Estribillo Sean eternos los laureles que supimos conseguir, que supimos conseguir. Coronados de gloria vivamos... ¡o juremos con gloria morir!, ¡o juremos con gloria morir! | Refren Može lovor biti vječan, Onda smo znali kako pobijediti, Onda smo znali kako pobijediti. Pustite nas da živimo ovjenčani slavom... Ili zakunite nas da umremo slavno! |